# Mistrzostwa Europy w Lekkoatletyce 1946
III Mistrzostwa Europy w Lekkoatletyce odbyły się w Oslo w Norwegii w dniach 22-25 sierpnia 1946 roku. Rozegrano zawody w trzydziestu trzech konkurencjach – dziewiętnastu biegowych, trzynastu technicznych i jednym wieloboju. Po raz pierwszy jednocześnie rozgrywano zawody męskie i kobiece. Areną rywalizacji był Bislett Stadion. Klasyfikację medalową wygrała reprezentacja Szwecji.

## Tło zawodów
Reprezentacja Szwecji zdominowała rywalizację podczas Mistrzostw zdobywając dwanaście złotych medali i dwadzieścia trzy medale w ogóle. Kolejne miejsca w klasyfikacji zajęły ekipy Związku Radzieckiego (sześć złotych i siedemnaście medali w ogóle) i Francji (trzy złota i dwanaście medali w ogóle). Gospodarz zawodów, Norwegia, zdobyła łącznie trzy medale, jeden złoty i dwa srebrne.
Na tych mistrzostwach zadebiutowała ekipa Związku Radzieckiego, która przed II wojną światową nie brała udziały w rywalizacjach międzynarodowych; Irlandii i Islandii. W porównaniu z poprzednimi edycjami mistrzostw: w Turynie w 1934 roku oraz w Wiedniu i Paryżu w 1938 roku, w Oslo zabrakło ekip Albanii (ostatni start w 1938 roku), Austrii (ostatni samodzielny start w 1934 roku, w 1938 roku jako część ekipy III Rzeszy), Bułgarii (ostatni start w 1934 roku), Estonii (ostatni start w 1938 roku, teraz w ramach ekipy ZSRR), Litwy (ostatni start w 1934 roku, teraz w ramach ekipy ZSRR), Łotwy (ostatni start w 1938 roku, teraz w ramach ekipy ZSRR), Portugalii (ostatni start w 1938 roku), Niemiec (ostatni start w 1938 roku) i Rumunii (ostatni start w 1938 roku).
Wprowadzono jedną dodatkową konkurencję – chód na 10 kilometrów mężczyzn.
Konkurencje kobiece zdominowały zawodniczki radzieckie i holenderskie. Te pierwsze zdobyły pięć z ośmiu złotych medali, te drugie – trzy złote.

## Państwa uczestniczące
Według nieoficjalnych podsumowań, w zawodach wzięło udział 354 sportowców reprezentujących dwadzieścia drużyn narodowych. Jest to o jednego zawodnika więcej niż w raporcie oficjalnym. W nawiasach podano liczbę zawodników w reprezentacjach narodowych.
- Belgia (11)
- Czechosłowacja (29)
- Dania (23)
- Finlandia (20)
- Francja (18)
- Grecja (5)
- Holandia (17)
- Irlandia (1)
- Islandia (10)
- Jugosławia (7)
- Liechtenstein (2)
- Luksemburg (5)
- Norwegia (38)
- Polska (18)
- Szwajcaria (14)
- Szwecja (54)
- Węgry (11)
- Wielka Brytania (24)
- Włochy (15)
- Związek Radziecki (19)

## Wyniki

### Mężczyźni

#### Konkurencje biegowe
| Konkurencja:                      | Złoto:                                                              | Czas       | Srebro:                                                            | Czas    | Brąz:                                                                     | Czas    |
| 100 m (szczegóły)                 | John Archer                                                         | 10,6       | Haakon Tranberg                                                    | 10,7    | Carlo Monti                                                               | 10,8    |
| 200 m (szczegóły)                 | Nikołaj Karakułow                                                   | 21,6       | Haakon Tranberg                                                    | 21,7    | Jiří David                                                                | 21,9    |
| 400 m (szczegóły)                 | Niels Holst-Sørensen                                                | 47,9       | Jacques Lunis                                                      | 48,3    | Derek Pugh                                                                | 48,9    |
| 800 m (szczegóły)                 | Rune Gustafsson                                                     | 1:51,0     | Niels Holst-Sørensen                                               | 1:52,1  | Marcel Hansenne                                                           | 1:52,2  |
| 1500 m (szczegóły)                | Lennart Strand                                                      | 3:48,0 CR  | Henry Eriksson                                                     | 3:48,8  | Erik Jørgensen                                                            | 3:52,8  |
| 5000 m (szczegóły)                | Sydney Wooderson                                                    | 14:08,6 CR | Wim Slijkhuis                                                      | 14:14,0 | Evert Nyberg                                                              | 14:23,2 |
| 10 000 m (szczegóły)              | Viljo Heino                                                         | 29:52,0 CR | Helge Perälä                                                       | 30:31,4 | András Csaplár                                                            | 30:56,2 |
| Maraton (szczegóły)               | Mikko Hietanen                                                      | 2:24:55    | Väinö Muinonen                                                     | 2:26:08 | Jakow Puńko                                                               | 2:26:21 |
| 110 m przez płotki (szczegóły)    | Håkan Lidman                                                        | 14,6       | Pol Braekman                                                       | 14,9    | Väinö Suvivuo                                                             | 15,0    |
| 400 m przez płotki (szczegóły)    | Bertel Storskrubb                                                   | 52,2 CR    | Sixten Larsson                                                     | 52,4    | Rune Larsson                                                              | 52,5    |
| 3000 m z przeszkodami (szczegóły) | Raphaël Pujazon                                                     | 9:01,4 CR  | Erik Elmsäter                                                      | 9:11,0  | Tore Sjöstrand                                                            | 9:14,0  |
| 4 × 100 m (szczegóły)             | Szwecja Stig Danielsson Inge Nilsson Olle Laessker Stig Håkansson   | 41,5       | Francja Agathon Lepève Julien Lebas Pierre Gonon René Valmy        | 42,0    | Czechosłowacja Mirko Paráček Leopold Láznička Miroslav Řihošek Jiří David | 42,2    |
| 4 × 400 m (szczegóły)             | Francja Bernard Santona Yves Cros Robert Chef d’Hôtel Jacques Lunis | 3:14,4     | Wielka Brytania Ronald Ede Derek Pugh Bernard Elliott Bill Roberts | 3:14,5  | Szwecja Folke Alnevik Stig Lindgård Sven-Erik Nolinge Tore Sten           | 3:15,0  |
| Chód na 10 000 m (szczegóły)      | John Mikaelsson                                                     | 46:05,2    | Fritz Schwab                                                       | 47:03,6 | Émile Maggi                                                               | 48:10,4 |
| Chód na 50 km (szczegóły)         | John Ljunggren                                                      | 4:38:20 CR | Harry Forbes                                                       | 4:42:58 | Charles Megnin                                                            | 4:57:04 |

#### Konkurencje techniczne
| Konkurencja:               | Złoto:            | Wynik      | Srebro:           | Wynik   | Brąz:            | Wynik   |
| Skok wzwyż (szczegóły)     | Anton Bolinder    | 1,99 m     | Alan Paterson     | 1,96 m  | Nils Nicklén     | 1,93 m  |
| Skok o tyczce (szczegóły)  | Allan Lindberg    | 4,17 m CR  | Nikołaj Ozolin    | 4,10 m  | Jan Bém          | 4,10 m  |
| Skok w dal (szczegóły)     | Olle Laessker     | 7,42 m     | Lucien Graff      | 7,40 m  | Miroslav Řihošek | 7,29 m  |
| Trójskok (szczegóły)       | Valdemar Rautio   | 15,17 m CR | Bertil Johnsson   | 15,15 m | Arne Åhman       | 14,96 m |
| Pchnięcie kulą (szczegóły) | Gunnar Huseby     | 15,56 m    | Dmitrij Goriainow | 15,25 m | Yrjö Lehtilä     | 15,23 m |
| Rzut dyskiem (szczegóły)   | Adolfo Consolini  | 53,23 m CR | Giuseppe Tosi     | 53,09 m | Veikko Nyqvist   | 48,41 m |
| Rzut młotem (szczegóły)    | Bo Ericson        | 56,44 m    | Eric Johansson    | 53,54 m | Duncan Clark     | 51,32 m |
| Rzut oszczepem (szczegóły) | Lennart Atterwall | 68,74 m    | Yrjö Nikkanen     | 68,50 m | Tapio Rautavaara | 66,40 m |

#### Wieloboje
| Konkurencja:              | Złoto:            | Wynik     | Srebro:            | Wynik     | Brąz:         | Wynik     |
| Dziesięciobój (szczegóły) | Godtfred Holmvang | 6760 pkt. | Siergiej Kuzniecow | 6721 pkt. | Göran Waxberg | 6504 pkt. |

### Kobiety

#### Konkurencje biegowe
| Konkurencja:                  | Złoto:                                                                                      | Czas    | Srebro:                                                             | Czas | Brąz:                                                                                      | Czas |
| 100 m (szczegóły)             | Jewgienija Sieczenowa                                                                       | 11,9 CR | Winifred Jordan                                                     | 12,1 | Claire Brésolles                                                                           | 12,2 |
| 200 m (szczegóły)             | Jewgienija Sieczenowa                                                                       | 25,4    | Winifred Jordan                                                     | 25,6 | Léa Caurla                                                                                 | 25,6 |
| 80 m przez płotki (szczegóły) | Fanny Blankers-Koen                                                                         | 11,8    | Elene Gokieli                                                       | 11,9 | Walentina Fokina                                                                           | 11,9 |
| 4 × 100 m (szczegóły)         | Holandia Gerda van der Kade-Koudijs Nettie Witziers-Timmer Martha Adema Fanny Blankers-Koen | 47,8    | Francja Claire Brésolles Monique Drilhon Liliane Miannay Léa Caurla | 48,5 | Związek Radziecki Jewgienija Sieczenowa Walentina Fokina Elene Gokieli Walentina Wasiljewa | 48,7 |

#### Konkurencje techniczne
| Konkurencja:               | Złoto:                     | Wynik      | Srebro:              | Wynik   | Brąz:               | Wynik   |
| Skok wzwyż (szczegóły)     | Anne-Marie Colchen         | 1,60 m     | Aleksandra Czudina   | 1,57 m  | Anne Iversen        | 1,57 m  |
| Skok w dal (szczegóły)     | Gerda van der Kade-Koudijs | 5,67 m     | Lidija Gaile         | 5,66 m  | Walentina Wasiljewa | 5,63 m  |
| Pchnięcie kulą (szczegóły) | Tatjana Siewriukowa        | 14,16 m CR | Micheline Ostermeyer | 12,84 m | Amelia Piccinini    | 12,21 m |
| Rzut dyskiem (szczegóły)   | Nina Dumbadze              | 44,52 m    | Ans Panhorst-Niesink | 40,46 m | Jadwiga Wajsówna    | 39,39 m |
| Rzut oszczepem (szczegóły) | Kławdia Majuczaja          | 46,25 m CR | Ludmiła Anokina      | 45,84 m | Johanna Koning      | 43,24 m |

## Tabela medalowa
| Miejsce | Państwo         | Złoto | Srebro | Brąz | Razem |
| ------- | --------------- | ----- | ------ | ---- | ----- |
| 1.      | Szwecja         | 12    | 5      | 6    | 23    |
| 2.      | ZSRR            | 6     | 7      | 4    | 17    |
| 3.      | Francja         | 3     | 5      | 4    | 12    |
| 4.      | Finlandia       | 3     | 3      | 5    | 11    |
| 5.      | Holandia        | 3     | 2      | 1    | 6     |
| 6.      | Wielka Brytania | 2     | 5      | 3    | 10    |
| 7.      | Norwegia        | 1     | 2      | 0    | 3     |
| 8.      | Dania           | 1     | 1      | 2    | 4     |
| 8.      | Włochy          | 1     | 1      | 2    | 4     |
| 10.     | Islandia        | 1     | 0      | 0    | 1     |
| 11.     | Belgia          | 0     | 1      | 0    | 1     |
| 11.     | Szwajcaria      | 0     | 1      | 0    | 1     |
| 13.     | Czechosłowacja  | 0     | 0      | 4    | 4     |
| 14.     | Polska          | 0     | 0      | 1    | 1     |
| 14.     | Węgry           | 0     | 0      | 1    | 1     |